# Costume provençal

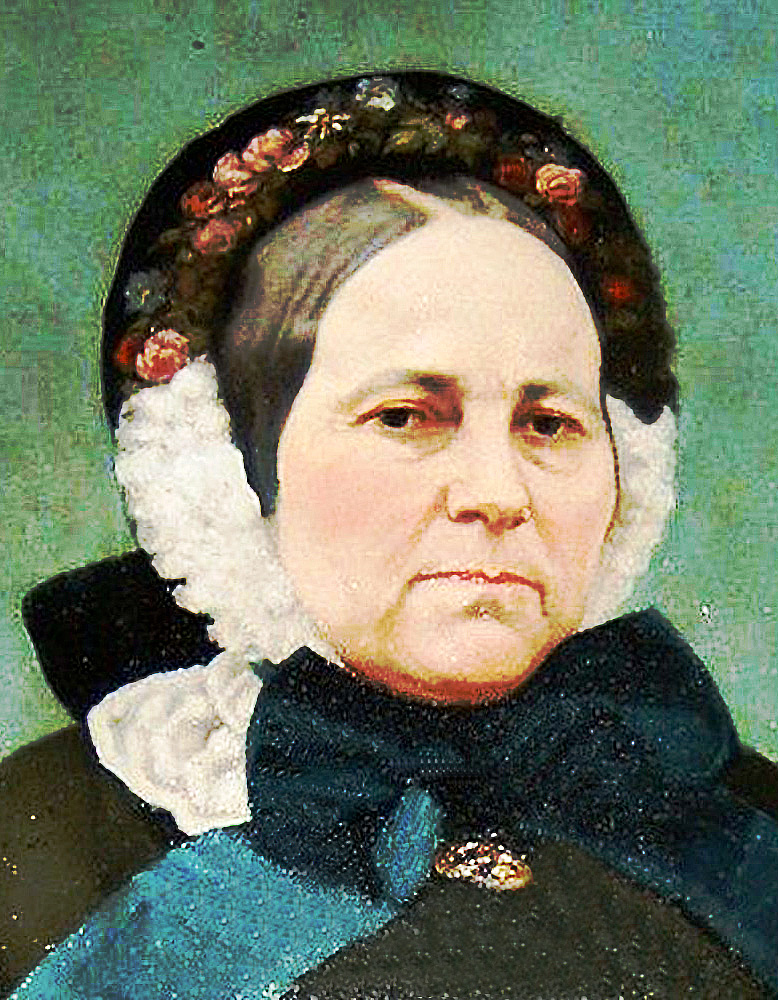
Portrait de Marie Gavaudan, de Lauris, dans un costume provençal des années 1850

Le costume provençal traditionnel comporte deux grandes variantes : le costume arlésien, dit aussi arlèse, ou provençal après que Frédéric Mistral ait relancé son port à la fin du XIXe siècle comme signe de l'identité culturelle de la Provence, et le costume comtadin, porté dans le Comtat Venaissin et jusqu'au nord de la Durance, y compris à Avignon. Encore utilisé le dimanche jusqu'au début du XXe siècle, son usage courant a progressivement disparu au cours de la première moitié du XXe siècle. Actuellement, il n'est porté qu'épisodiquement, par des groupes folkloriques ou lors de manifestations volontaristes de l'identité locale. Les deux types de costume sont aisément identifiables dans leur version féminine : coiffe généralement sombre sur le haut du crâne couvrant uniquement le chignon, et silhouette « en sablier » très prononcé pour le costume arlésien, coiffe blanche à la grecque éventuellement recouverte d'un fichu de même couleur pour le costume comtadin. Selon les classes sociales, le tissu du costume change, mais dans chacun des deux grands styles, la coupe reste à peu-près la même.

## Costume traditionnel

Costumes en Provence
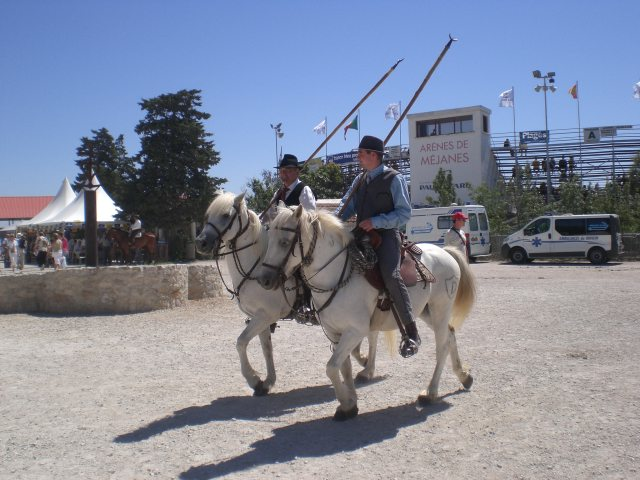
Gardians en tenue traditionnelle
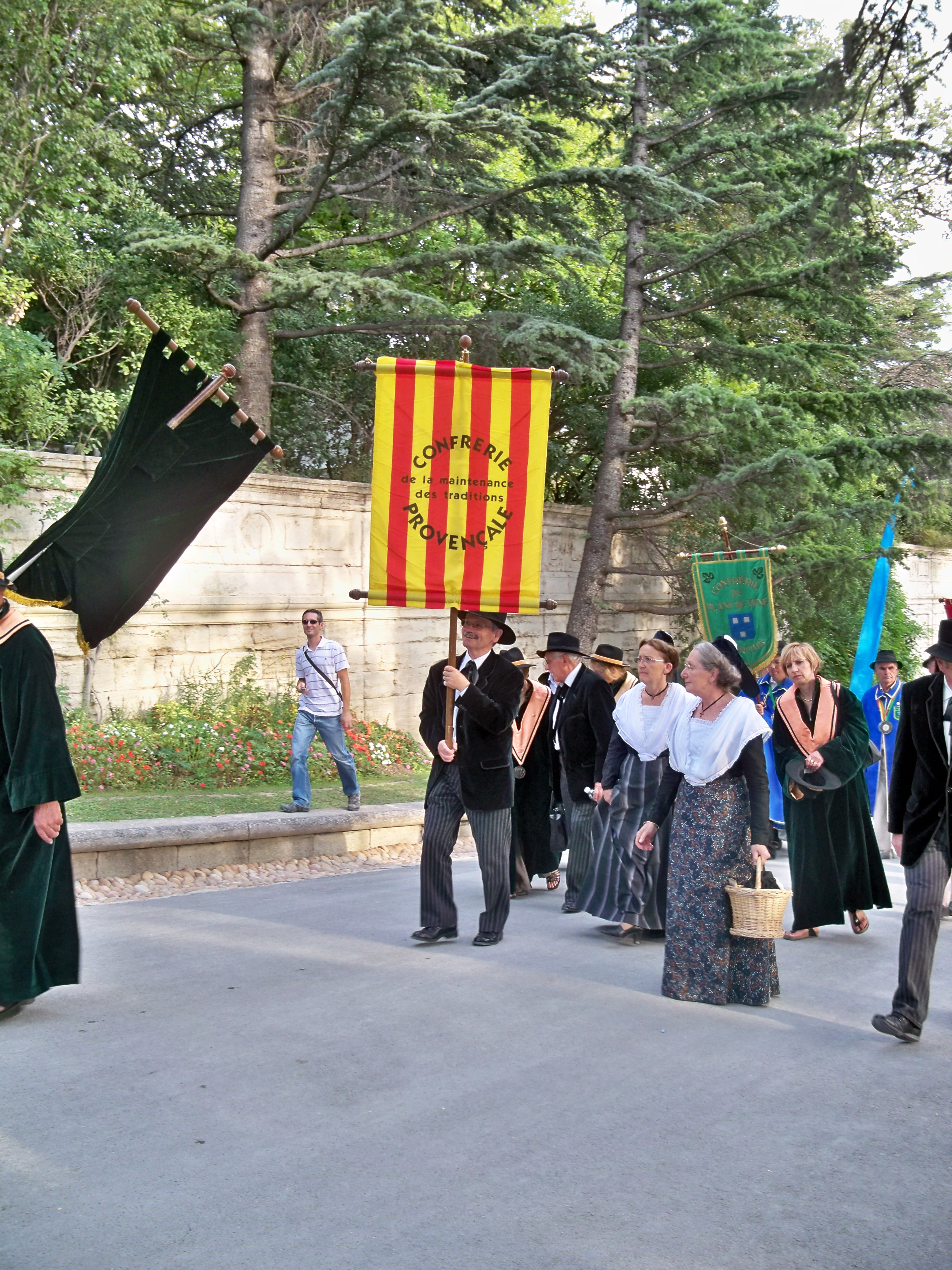
Confrérie Provencale du Maintien des Traditions
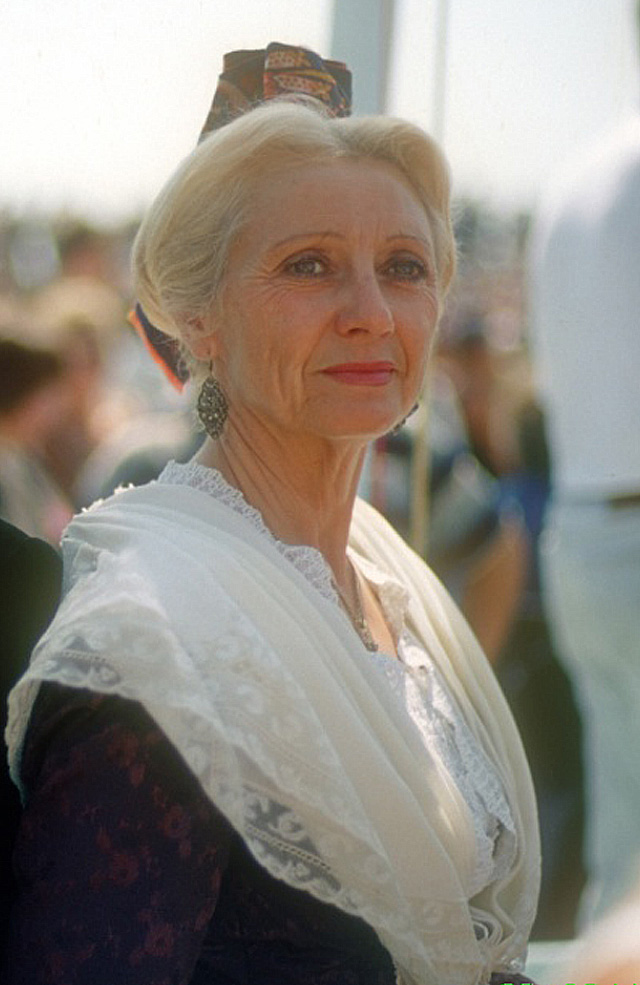
Costume d'Arles aux Saintes-Maries-de-la-Mer
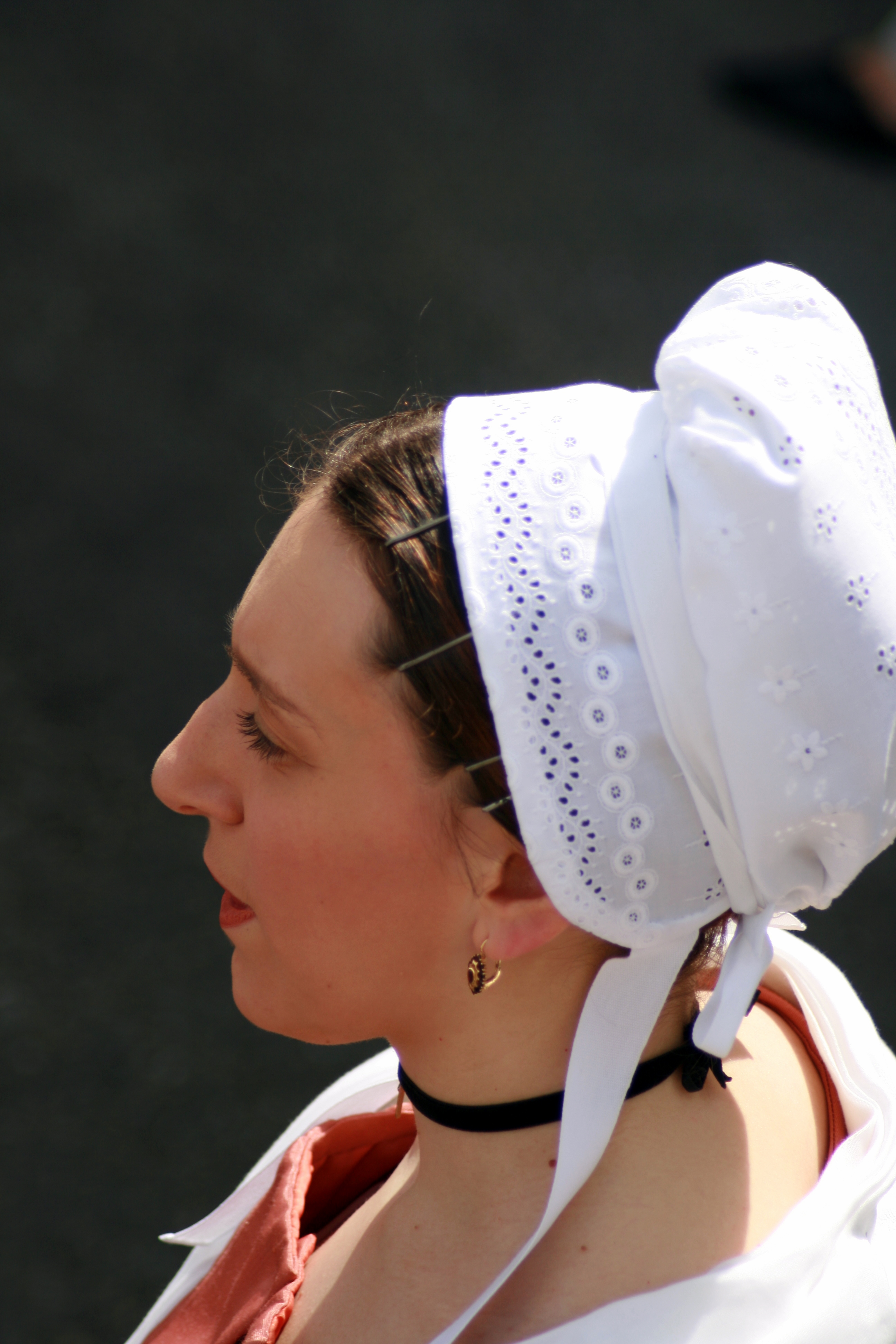
Coiffe provençale comtadine à Saint-Geniès-de-Comolas
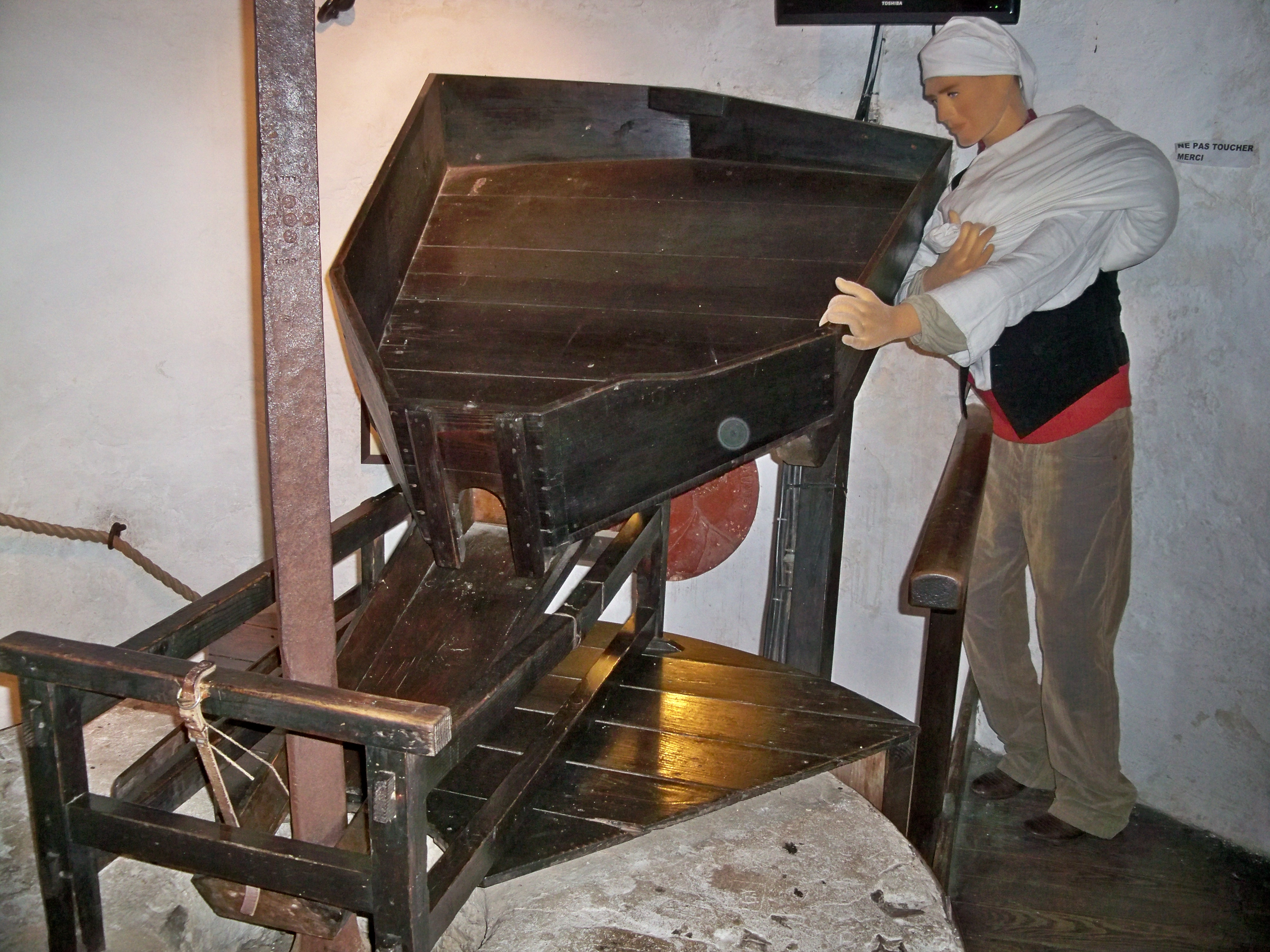
À Fontvieille, le meunier devant sa trémie

Chaque pièce du costume régional, porté par le paysan ou l'artisan, tirait son origine d'un costume citadin. Ce qui en faisait son originalité était l'important décalage dans le temps avec un type d'habillement délaissé depuis des lustres par le bourgeois des villes. Il n'en est pas de même pour le vêtement féminin. Pour ne prendre que l'exemple du costume d'Arles, la robe, le corsage, la coiffe et les atours sont déjà fixés à l'époque Louis XV. S'il n'a cessé d'évoluer jusqu'au XIXe siècle, c'est dans la continuité. Il est arrivé maintenant à une certaine stabilité. 

### Masculin

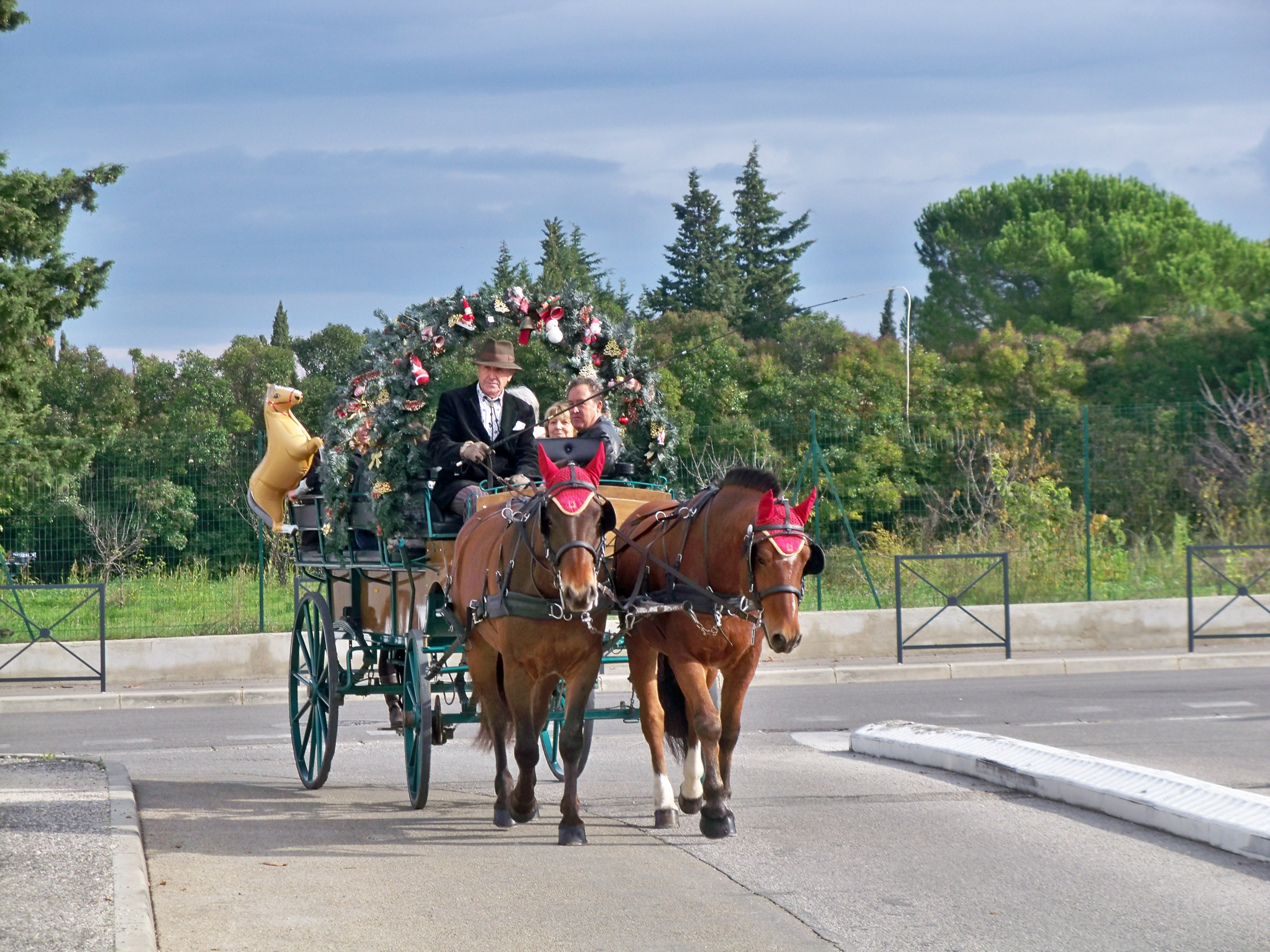
Provençal en costume traditionnel conduisant la carreto ramado au Marché de Noël de Fontvieille (2010)

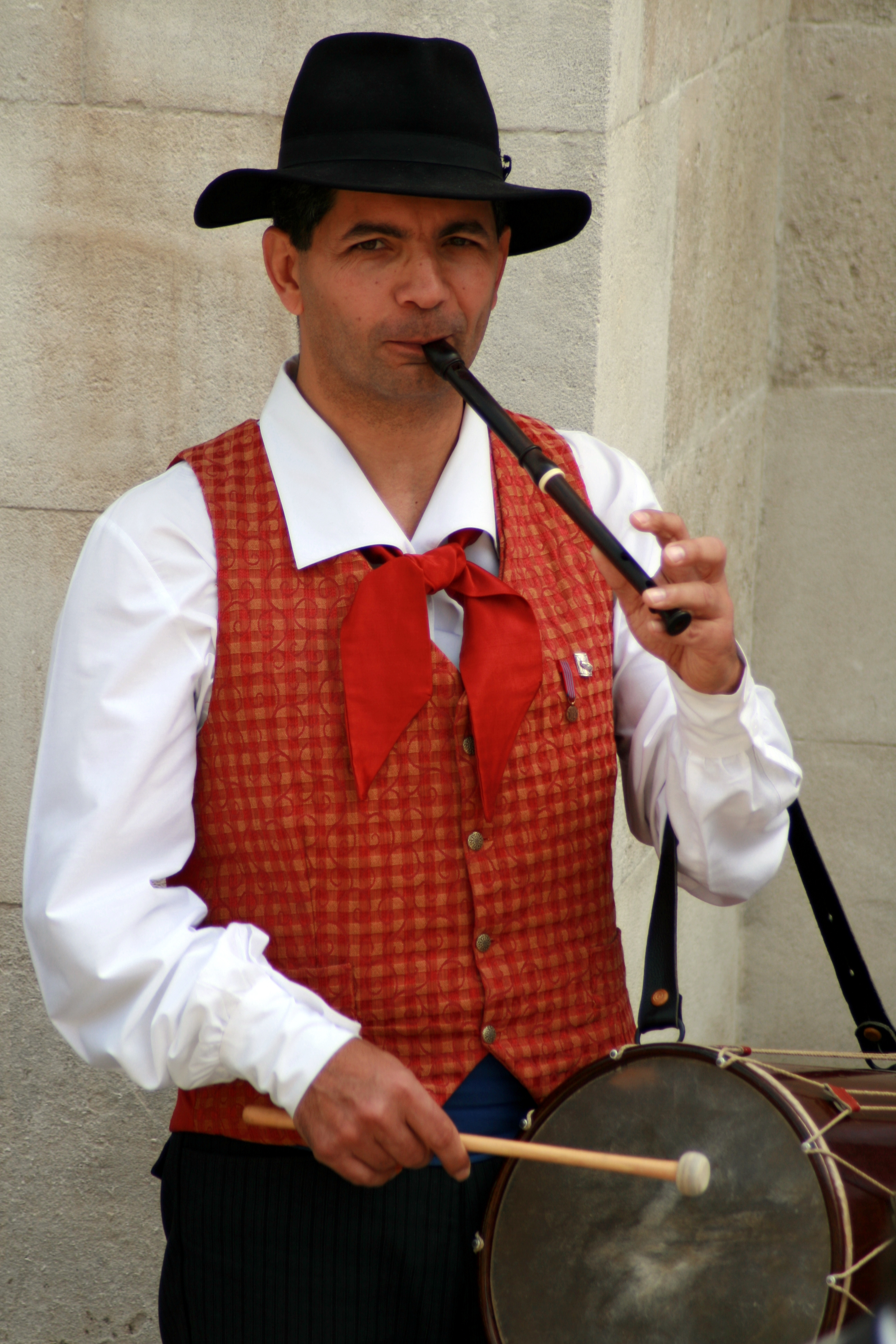
Tambourinaire jouant du galoubet

Le paysan provençal du XVIIIe siècle portait la culotte à la française avec des bas ou des guêtres de peau, un gilet et une jaquette à deux basques. Le seul élément qui allait traverser les siècles a été la taillole (taiolo), ceinture de laine, généralement rouge, qu'il portait à la taille. Le sans culottisme post-révolutionnaire mit du temps à s'imposer à la campagne. Point pour des raisons politiques, mais tout simplement parce que la culotte était adaptée aux activités quotidiennes « dans les guérets, la boue et la neige ». C'est seulement en Camargue que le pantalon fut rapidement adopté comme un indispensable vêtement de travail.  
Pour les autres parties de l'habillement, continuèrent à rester populaires la blouse, alors appelée camisole, qui était considérée comme un cache-poussière, le tricorne, le bonnet ainsi que le chapeau de feutre rond qui étaient portés sur une perruque - élément depuis longtemps surrané - par le paysan ou l'artisan. Ces coiffes ne cédèrent la place au haut de forme qu'au cours du XIXe siècle. Celui-ci fut dénommé lou sofé, car il chauffait comme un tuyau de poêle. 
Ce décalage n'était pas de mode à Avignon ville élégante où rien ne distinguait le costume des bourgeois de la ville de celui des artisans ou des ruraux. Vers 1830, il a même été noté que « les jeunes gens ne s'habillent pas autrement que leurs domestiques et il serait de mauvais ton d'avoir pour le dimanche des habits différents de ceux des autres jours ».

### Féminin
Entre la fin du XVIIIe siècle et le début du XIXe siècle, tous les voyageurs, ayant laissé une relation de leur voyage en Provence, se sont extasiés devant le costume porté par les Provençales, femmes du peuple ou bourgeoises. Ce fut le cas de Moszynsky, un comte polonais, en 1784, d'Arthur Young, en 1789, de Stendhal, en 1838, et même d'Adolphe Thiers, revenu sur ses terres en 1822. 

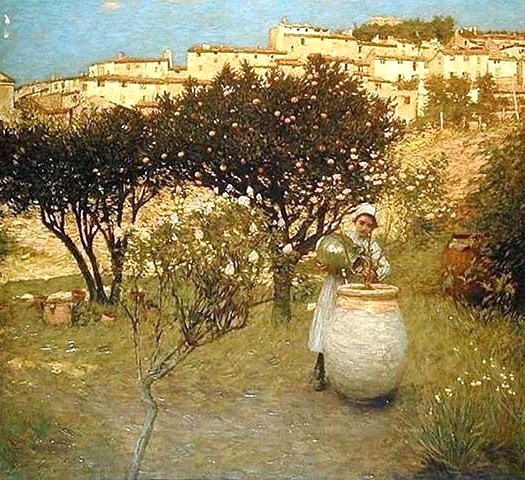
Costume paysan par Henry Herbert La Thangue

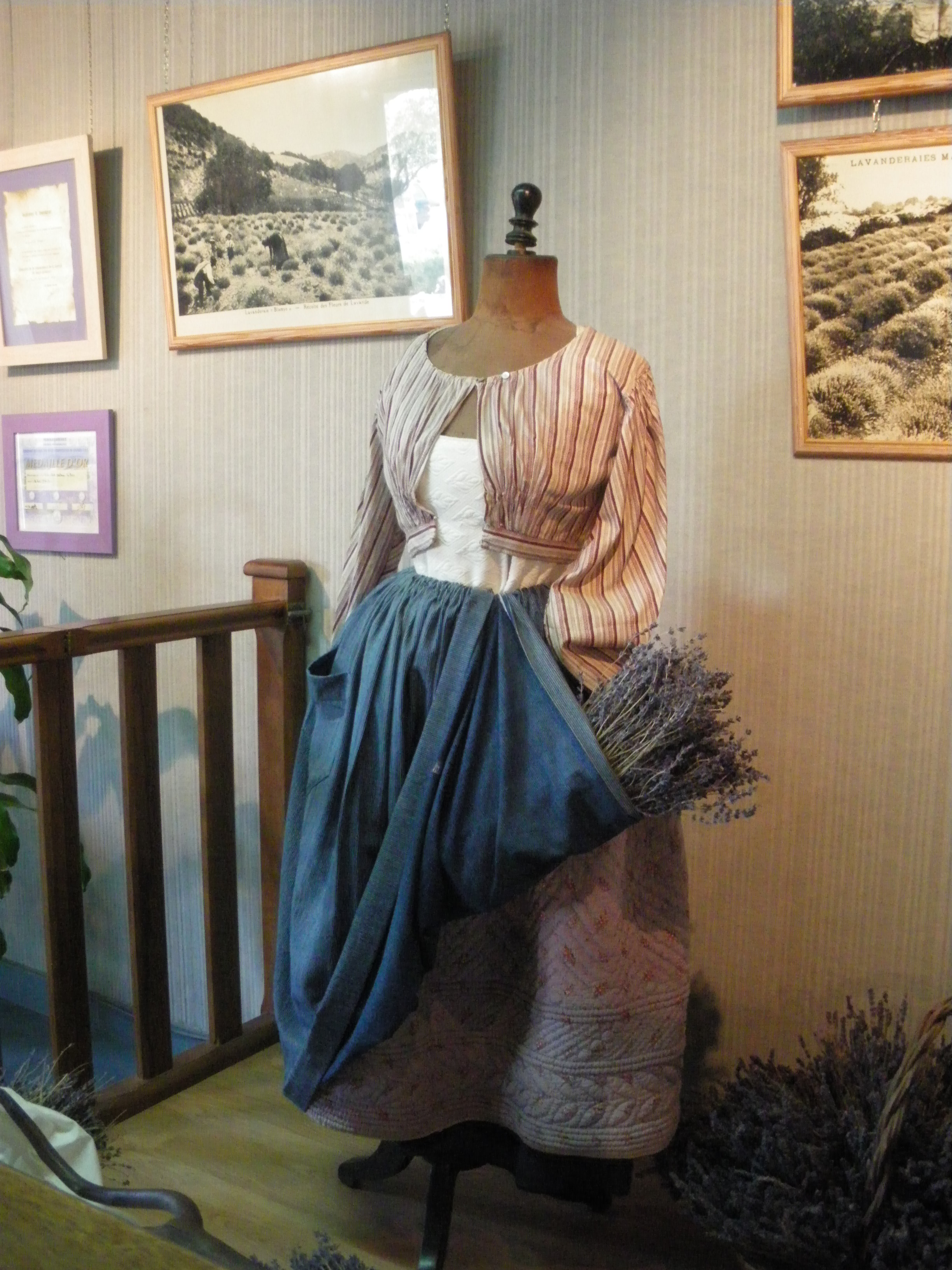
Vêtement comtadin de ramasseuse de lavande

Parmi toutes les variétés locales alors à la mode, seuls les costumes d'Arles et comtadins, portés indifféremment par les femmes de toutes conditions, ont traversé la Révolution, tout en continuant à évoluer d'une façon naturelle. Jusque dans les années 1950, ils étaient encore portés, quotidiennement à Arles par un certain nombre de femmes, et plus particulièrement le dimanche dans le Comtat Venaissin. Le costume d'Arles a été la tenue féminine traditionnelle dans tout l'ancien archevêché, a tenté de s'imposer jusqu'à Avignon sous l'impulsion de Frédéric Mistral, a débordé sur la rive droite du Rhône de la Camargue gardoise jusqu'à l'Uzège, s'est étendu à l'Est par delà la Crau, jusqu'à la Durance et le golfe de Fos. Toute son évolution est retracée au Museon Arlaten. 
Ce costume d'Arles se distingue d'abord par une coiffe spéciale qui nécessite le port de cheveux longs. En fonction des jours de la semaine et des tâches à accomplir, cette coiffure était retenue sur le sommet de la tête par un ruban, une cravate ou un nœud de dentelles. Mais elle exigeait toujours un temps de préparation important et des soins particuliers pour respecter l'exigence de ses canons. Cette coiffure est peu adaptée aujourd'hui à une vie professionnelle moderne. Face à la mode des cheveux courts, un substitut sous forme de postiche a été proposé, mais son manque de naturel l'a voué à l'échec. 

Évolution du costume d'Arles
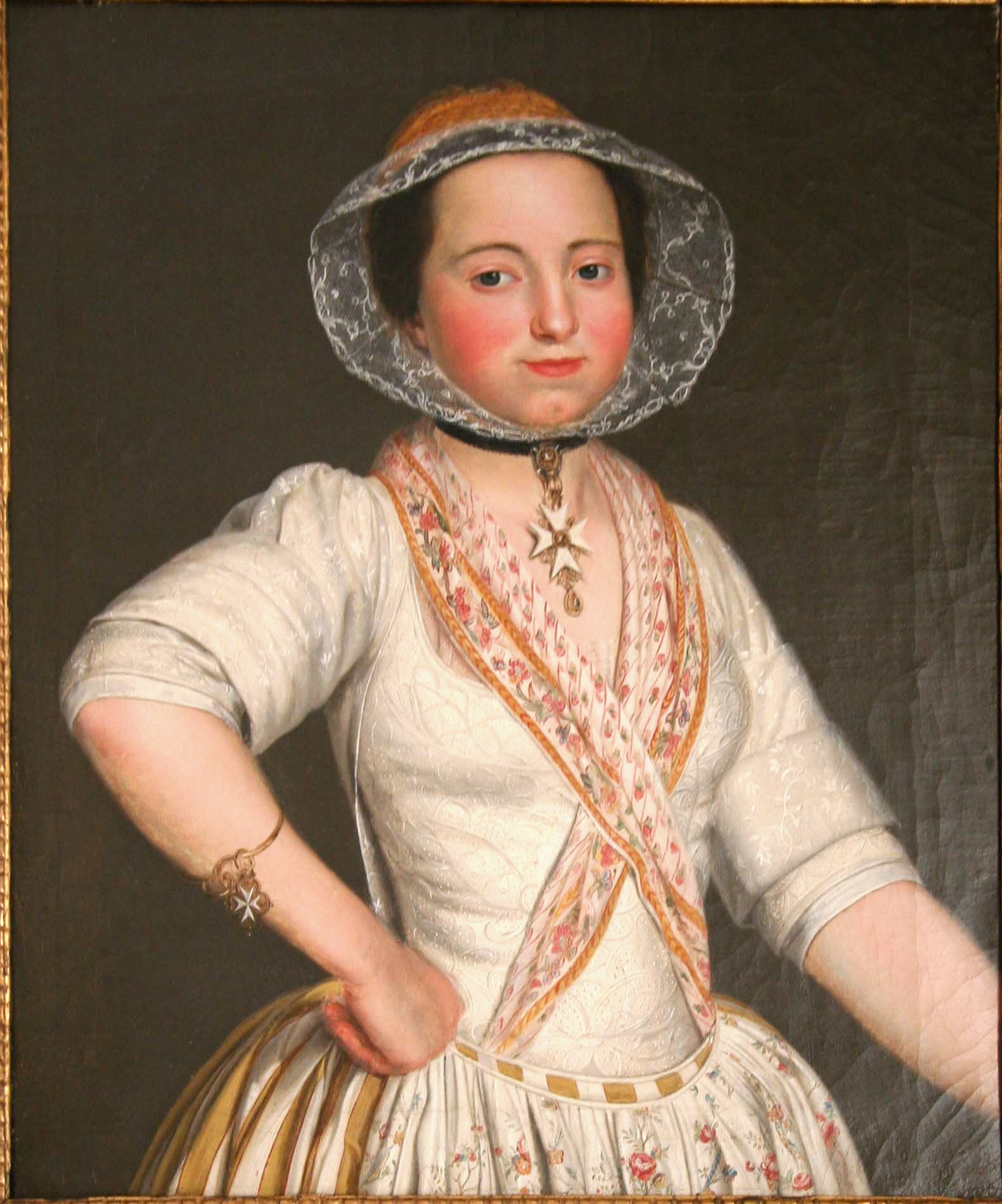
Arlésienne aux yeux bruns d'Antoine Raspal (1738-1811), Musée Grobet-Labadié à Marseille
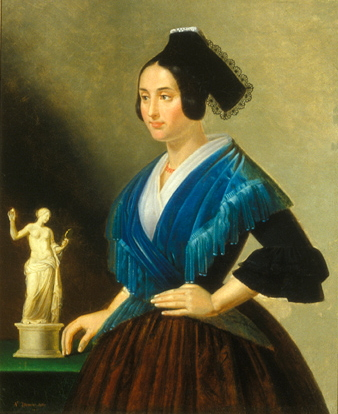
Arlésienne à la Vénus d'Arles d'Augustin Dumas, 1860 Museon Arlaten
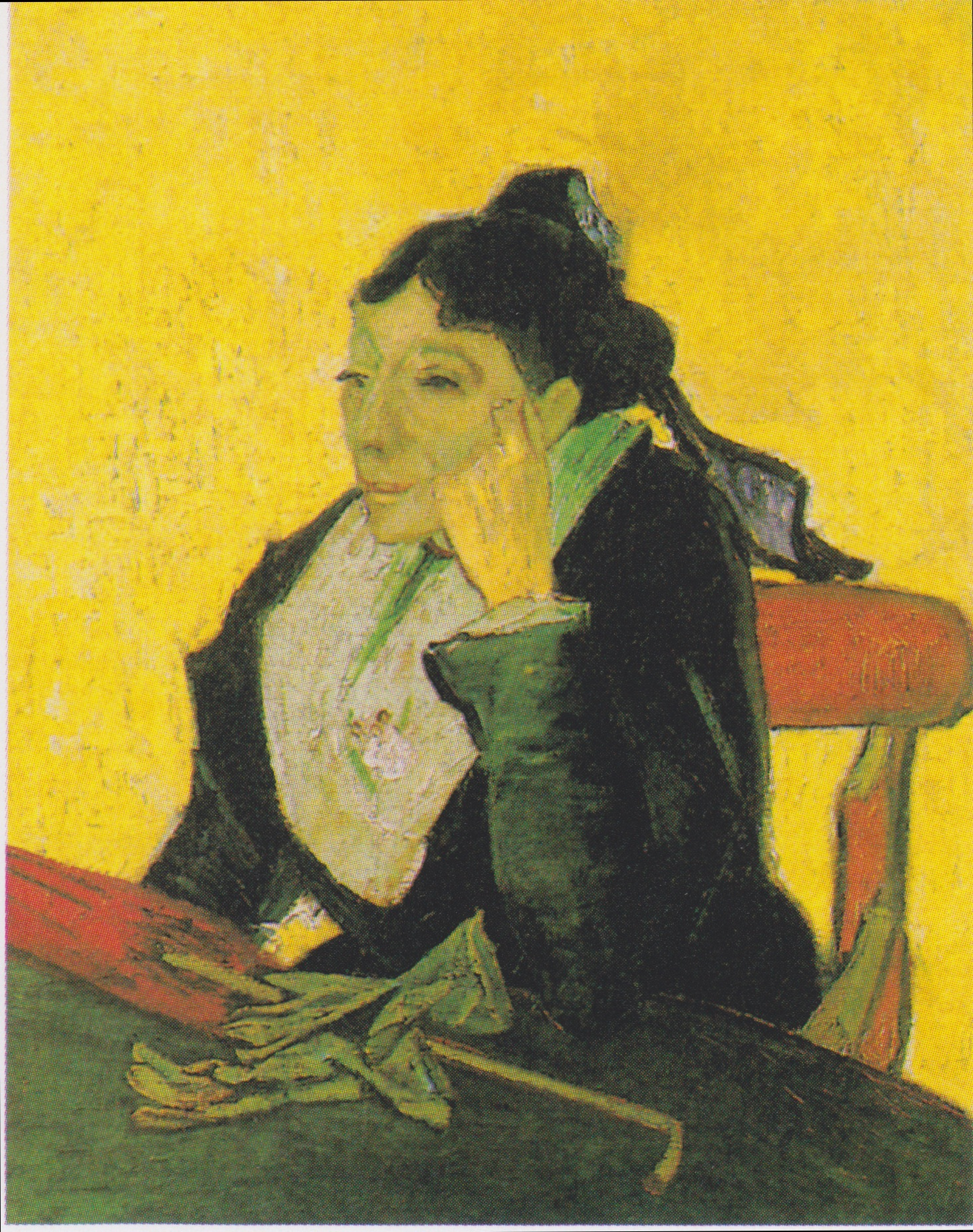
Madame Ginoux avec gants et ombrelle de Vincent van Gogh, 1888, Musée d'Orsay
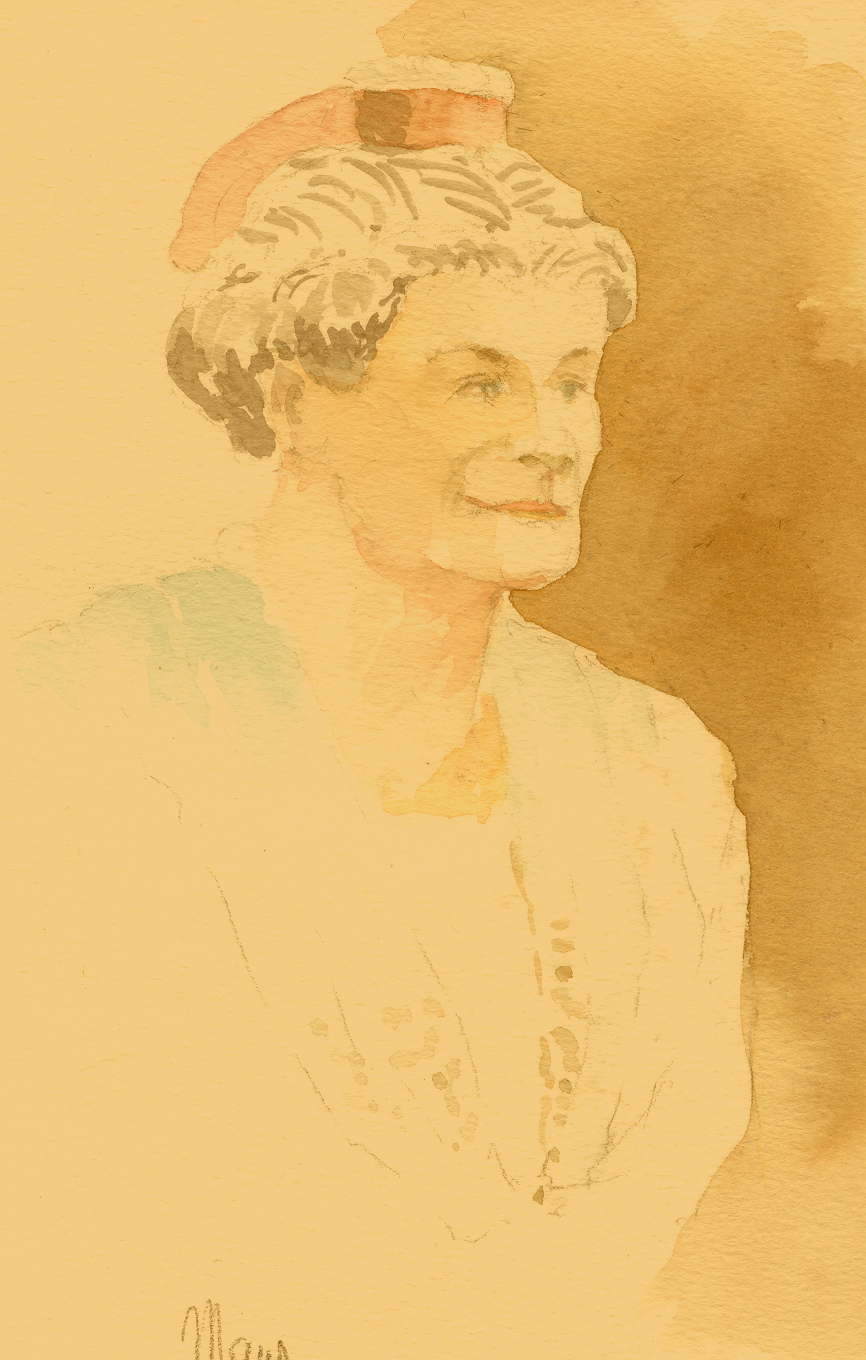
Coiffe d'Arlésienne, aquarelle d'étude de Michel Mans, 20 septembre 2006

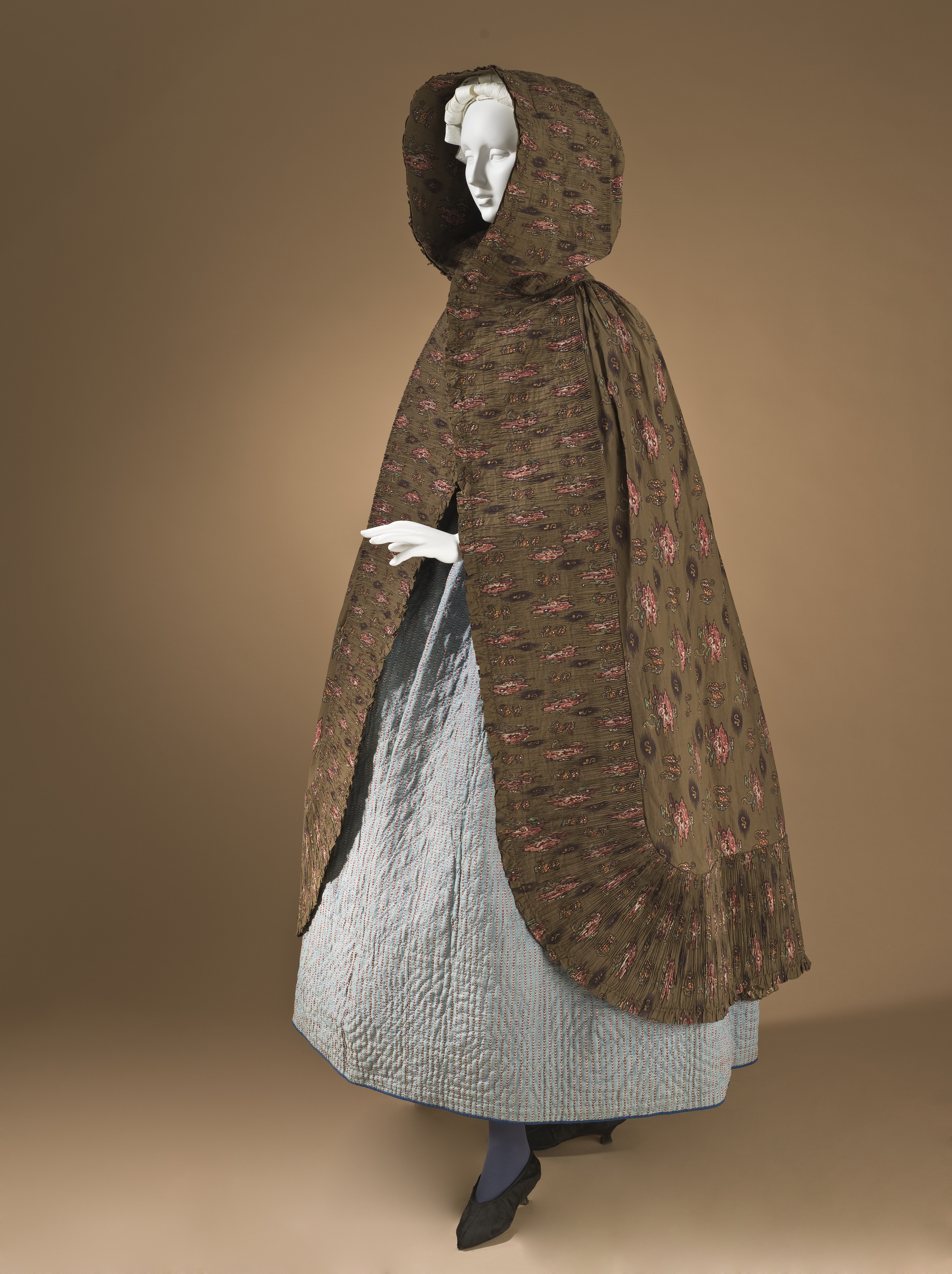
La cape d'hiver exposée au Los Angeles County Museum of Art

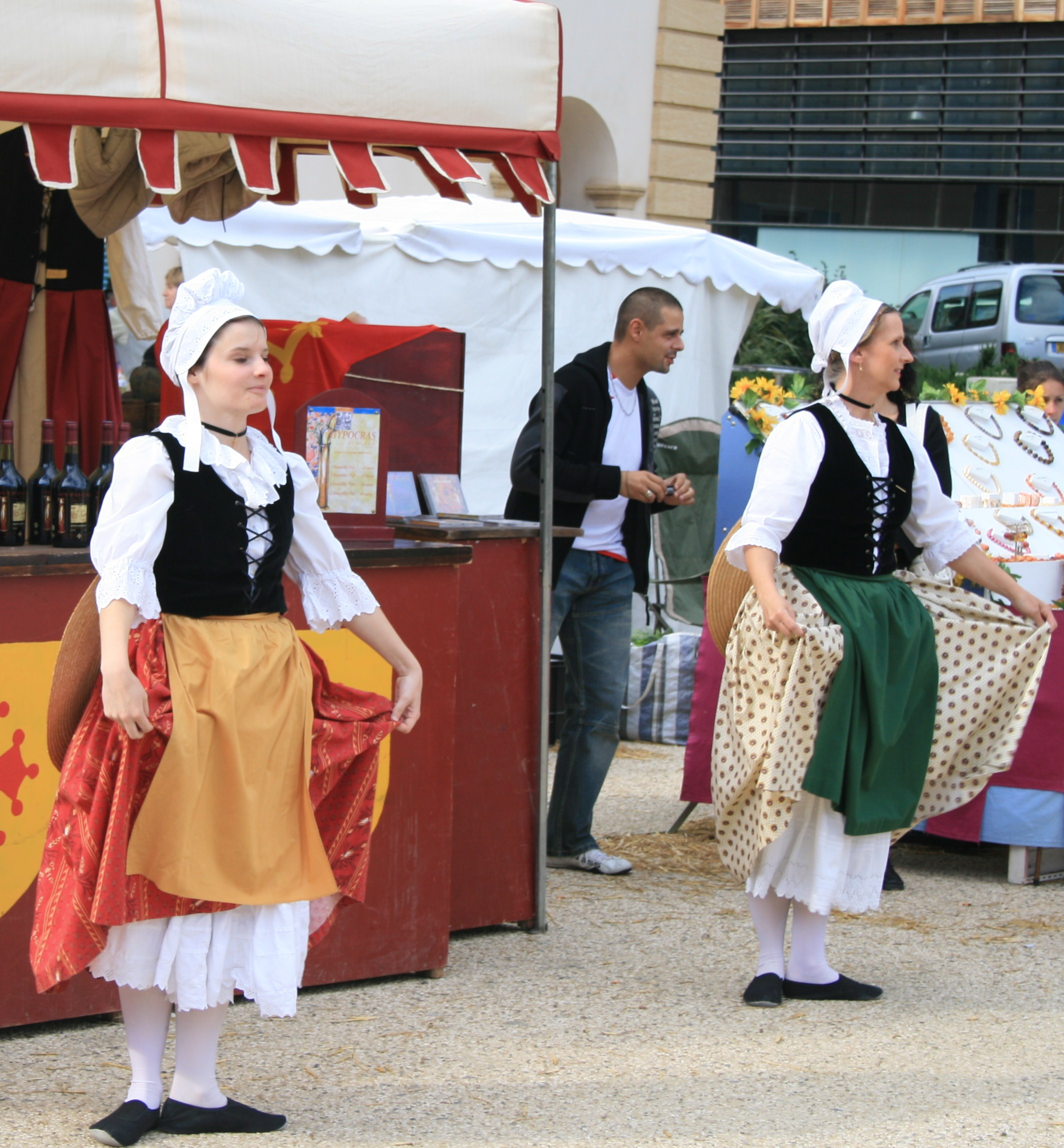
Deux comtadines en costume traditionnel

Parmi les pièces qui compose actuellement l'habillement et signe son élégance, il y a la chapelle, plastron de dentelle en forme de trapèze, apparu en 1860, et qui couvre la poitrine, le grand châle, de forme carrée, qui moule le buste, la robe longue en satin de différentes couleurs, toujours pincée à la taille, les dorures (bijoux, agrafes, boucles ou crochets) qui sont transmises de génération en génération. Ces parures vont du tour de cou en argent, aux différentes croix d'or filigranées, dites croix provençales, des bracelets en or massif enrichis de diamants, aux boucles d'oreilles (pendants ou brandanto) réservées aux seules femmes mariées, en passant par les bagues rehaussées de pierres précieuses, les boucles de soulier en argent, les agrafes de manteau dorées ou argentées, les crochets d'argent pour la ceinture qui permettaient de suspendre les clefs, à la fois signe de richesse et de possession sur la maison familiale.

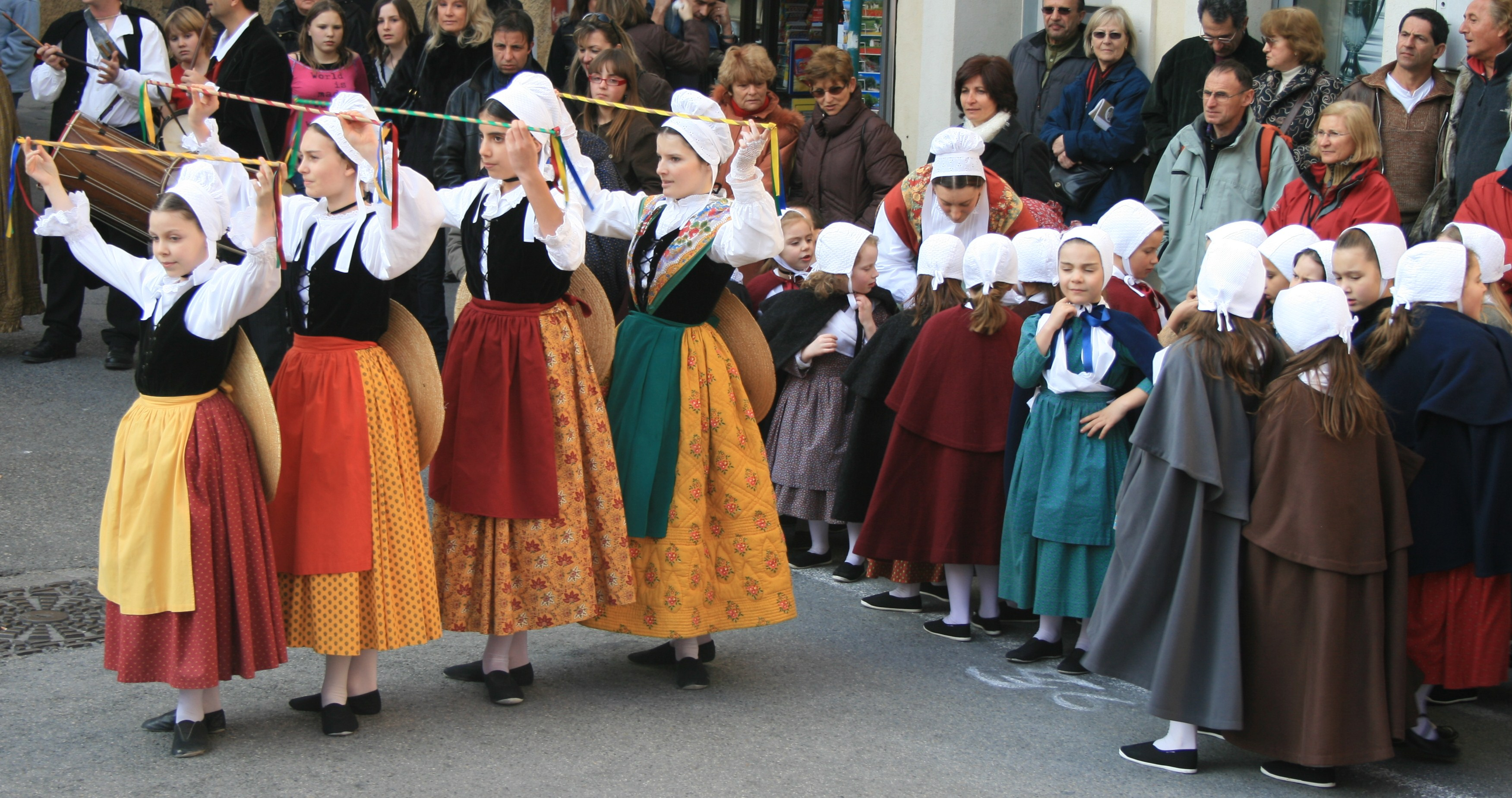
Le costume comtadin

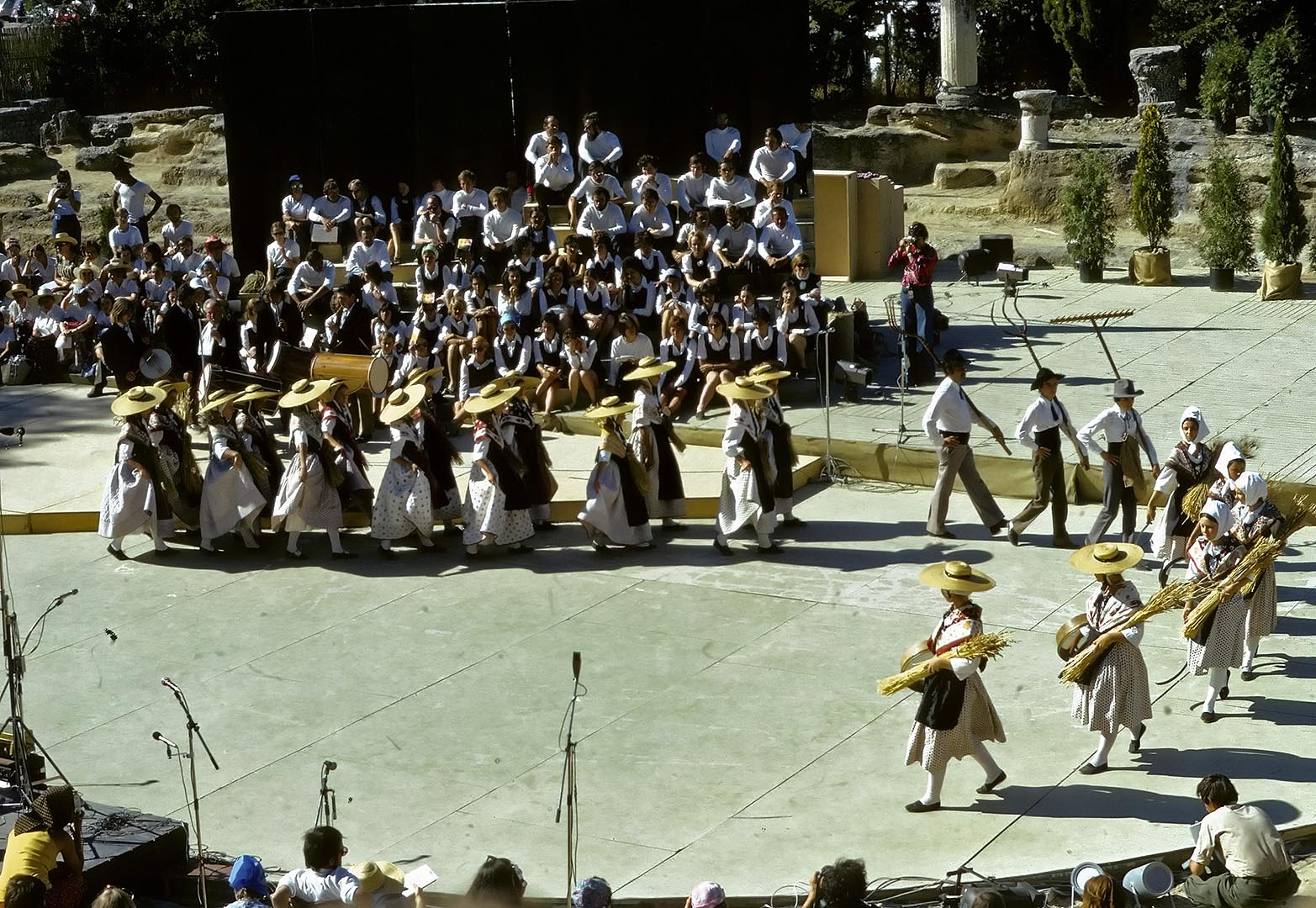
Prestation d'un groupe comtadin au théâtre antique de Vaison-la-Romaine

Le costume comtadin désigne les vêtements traditionnellement portés dans le Comtat Venaissin et au nord de la Durance jusqu'à la fin du XIXe siècle. Il représente l'un des deux grands types de costumes portés en Provence, bien qu'en 1884, le félibre Frédéric Mistral ait cherché à imposer le costume d'Arles comme symbole du vêtement provençal. 
Son signe le plus distinctif est la coiffe à la grecque. Ayant naturellement évolué à travers les siècles, la version fixée vers 1850 du costume comtadin, et dont le port a été relancé par le félibre Théodore Aubanel au début du XXe siècle se décline en plusieurs matières, en fonction des saisons et des métiers. Ses composantes restent toutefois identiques : chemise, jupon, jupe simple ou matelassée, le couthiloun, tablier, corselet, caraco, fichu et coiffe. En hiver, s'y adjoint une cape. Les comtadines portent par ailleurs un tour de cou en velours, supportant un bijou, le plus souvent une croix.